# ニック・フラッソー
ニコラス・ポール・フラッソー（Nicholas Paul Frasso, 1998年10月18日 - ）は、アメリカ合衆国カリフォルニア州トーランス出身のプロ野球選手（投手）。MLBのロサンゼルス・ドジャース傘下所属。

## 経歴

### プロ入りとブルージェイズ傘下時代
2020年のMLBドラフト4巡目（全体106位）でトロント・ブルージェイズから指名されプロ入り。
2021年に傘下のA級ダニーデン・ブルージェイズでプロデビューした。
2022年はA級ダニーデンで開幕を迎え、シーズン途中にA+級バンクーバー・カナディアンズへ昇格した。

### ドジャース傘下時代
2022年8月2日にミッチ・ホワイト、アレックス・デヘススとのトレードで、モイゼス・ブリトーと共にロサンゼルス・ドジャースへ移籍した。移籍後は傘下のA+級グレートレイクス・ルーンズへ送られ、その後AA級タルサ・ドリラーズへ昇格した。この年は移籍前と合わせて4チーム合計で16試合に登板して防御率1.83、76奪三振を記録した。
2023年はAA級タルサで開幕を迎えた。